# Mesorhaga weiri
Mesorhaga weiri är en tvåvingeart som beskrevs av Daniel J. Bickel 1994. Mesorhaga weiri ingår i släktet Mesorhaga och familjen styltflugor.
Artens utbredningsområde är Northern Territory, Australien. Inga underarter finns listade i Catalogue of Life.